# روبين تريجو
روبين تريجو (بالإنجليزية: Rubén Trejo)‏ هو رسام أمريكي، ولد في 7 يناير 1937 في سانت بول في الولايات المتحدة، وتوفي في 19 يوليو 2009.

## روابط خارجية
- روبين تريجو على موقع IMDb (الإنجليزية)